# مات دوران
مات دوران (بالإنجليزية: Matt Doran)‏ هو ممثل أسترالي، ولد في 30 مارس 1976 بسيدني في أستراليا.

## أعمال

### أفلام
- (1998) الخط الأحمر الرفيع[1]
- (1999) ذا ماتريكس[2][3][4]
- (2002)  هجوم المستنسخين[5][6][7]

## وصلات خارجية
- مات دوران على موقع IMDb (الإنجليزية)
- مات دوران على موقع ألو سيني (الفرنسية)
- مات دوران على موقع أول موفي (الإنجليزية)
- مات دوران على موقع قاعدة بيانات الفيلم (الإنجليزية)
- مات دوران على موقع كينوبويسك (الروسية)